# Paecilaema oculatum
Paecilaema oculatum is een hooiwagen uit de familie Cosmetidae.